# ديف ديفيس
ديف ديفيس (بالإنجليزية: Dave Randolph-Mayhem Davis) هو مغن ومؤلف وملحن وممثل أمريكي، ولد في 1989 في الولايات المتحدة.

## أعمال

### أفلام
- (2015) كن صلبا[4]

## وصلات خارجية
- ديف ديفيس على موقع IMDb (الإنجليزية)
- ديف ديفيس على موقع قاعدة بيانات الفيلم (الإنجليزية)